# Eurovision Song Contest 2019
Eurovision Song Contest 2019 là cuộc thi Ca khúc truyền hình châu Âu thứ 64. Cuộc thi diễn ra ở trung tâm hội nghị Tel Aviv tại thành phố Tel Aviv, Israel, sau chiến thắng của quốc gia tại cuộc thi năm 2018 với ca khúc "Toy", biểu diễn bởi Netta Barzilai. Cuộc thi bao gồm hai vòng bán kết vào ngày 14 tháng 5 và 16 tháng 5, và đêm chung kết vào ngày 18 tháng 5 năm 2019.
Hà Lan là đất nước quán quân của cuộc thi này với ca khúc "Arcade", biểu diễn bởi Duncan Laurence. Ý giành vị trí á quân với ca khúc "Soldi" bởi Mahmood. Nga giành vị trí thứ 3 với ca khúc "Scream" bởi Sergey Lazarev.

## Kết quả

Các nước tham dự vòng bán kết 1
Các nước được đặc cách vào vòng chung kết, nhưng cũng được quyền bầu chọn tại vòng bán kết 1
Các nước tham dự vòng bán kết 2
Các nước được đặc cách vào vòng chung kết, nhưng cũng được quyền bầu chọn tại vòng bán kết 2

### Bán kết 1
| Thứ tự | Quốc gia     | Nghệ sĩ                     | Ca khúc                   | Ngôn ngữ                | Vị trí | Số điểm |
| ------ | ------------ | --------------------------- | ------------------------- | ----------------------- | ------ | ------- |
| 01     | Síp          | Tamta                       | "Replay"                  | Tiếng Anh               | 9      | 149     |
| 02     | Montenegro   | D mol                       | "Heaven"                  | Tiếng Anh               | 16     | 46      |
| 03     | Phần Lan     | Darude ft. Sebastian Rejman | "Look Away"               | Tiếng Anh               | 17     | 23      |
| 04     | Ba Lan       | Tulia                       | "Fire of Love (Pali się)" | Tiếng Ba Lan, Tiếng Anh | 11     | 120     |
| 05     | Slovenia     | Zala Kralj & Gašper Šantl   | "Sebi"                    | Tiếng Slovene           | 6      | 167     |
| 06     | Cộng hòa Séc | Lake Malawi                 | "Friend of a Friend"      | Tiếng Anh               | 2      | 242     |
| 07     | Hungary      | Joci Pápai                  | "Az én apám"              | Tiếng Hungary           | 12     | 97      |
| 08     | Belarus      | Zena                        | "Like It"                 | Tiếng Anh               | 10     | 122     |
| 09     | Serbia       | Nevena Božović              | "Kruna"                   | Tiếng Serbia            | 7      | 156     |
| 10     | Bỉ           | Eliot                       | "Wake Up"                 | Tiếng Anh               | 13     | 70      |
| 11     | Gruzia       | Oto Nemsadze                | "Keep On Going"           | Tiếng Gruzia            | 14     | 62      |
| 12     | Úc           | Kate Miller-Heidke          | "Zero Gravity"            | Tiếng Anh               | 1      | 261     |
| 13     | Iceland      | Hatari                      | "Hatrið mun sigra"        | Tiếng Iceland           | 3      | 221     |
| 14     | Estonia      | Victor Crone                | "Storm"                   | Tiếng Anh               | 4      | 198     |
| 15     | Bồ Đào Nha   | Conan Osiris                | "Telemóveis"              | Tiếng Bồ Đào Nha        | 15     | 51      |
| 16     | Hy Lạp       | Katerine Duska              | "Better Love"             | Tiếng Anh               | 5      | 185     |
| 17     | San Marino   | Serhat                      | "Say Na Na Na"            | Tiếng Anh               | 8      | 150     |

### Bán kết 2
| Thứ tự | Quốc gia      | Nghệ sĩ         | Ca khúc              | Ngôn ngữ                 | Vị trí | Số điểm |
| ------ | ------------- | --------------- | -------------------- | ------------------------ | ------ | ------- |
| 01     | Armenia       | Srbuk           | "Walking Out"        | Tiếng Anh                | 16     | 49      |
| 02     | Ireland       | Sarah McTernan  | "22"                 | Tiếng Anh                | 18     | 16      |
| 03     | Moldova       | Anna Odobescu   | "Stay"               | Tiếng Anh                | 12     | 85      |
| 04     | Thụy Sĩ       | Luca Hänni      | "She Got Me"         | Tiếng Anh                | 4      | 232     |
| 05     | Latvia        | Carousel        | "That Night"         | Tiếng Anh                | 15     | 50      |
| 06     | România       | Ester Peony     | "On a Sunday"        | Tiếng Anh                | 13     | 71      |
| 07     | Đan Mạch      | Leonora         | "Love Is Forever"    | Tiếng Anh, Tiếng Pháp    | 10     | 94      |
| 08     | Thụy Điển     | John Lundvik    | "Too Late for Love"  | Tiếng Anh                | 3      | 238     |
| 09     | Áo            | Pænda           | "Limits"             | Tiếng Anh                | 17     | 21      |
| 10     | Croatia       | Roko            | "The Dream"          | Tiếng Anh, Tiếng Croatia | 14     | 64      |
| 11     | Malta         | Michela         | "Chameleon"          | Tiếng Anh                | 8      | 157     |
| 12     | Litva         | Jurij Veklenko  | "Run with the Lions" | Tiếng Anh                | 11     | 93      |
| 13     | Nga           | Sergey Lazarev  | "Scream"             | Tiếng Anh                | 6      | 217     |
| 14     | Albania       | Jonida Maliqi   | "Ktheju tokës"       | Tiếng Albania            | 9      | 96      |
| 15     | Na Uy         | Keiino          | "Spirit in the Sky"  | Tiếng Anh                | 7      | 210     |
| 16     | Hà Lan        | Duncan Laurence | "Arcade"             | Tiếng Anh                | 1      | 280     |
| 17     | Bắc Macedonia | Tamara Todevska | "Proud"              | Tiếng Anh                | 2      | 239     |
| 18     | Azerbaijan    | Chingiz         | "Truth"              | Tiếng Anh                | 5      | 224     |

### Chung kết
| Thứ tự | Quốc gia      | Nghệ sĩ                   | Ca khúc              | Ngôn ngữ              | Vị trí | Số điểm |
| ------ | ------------- | ------------------------- | -------------------- | --------------------- | ------ | ------- |
| 01     | Malta         | Michela                   | "Chameleon"          | Tiếng Anh             | 14     | 107     |
| 02     | Albania       | Jonida Maliqi             | "Ktheju tokës"       | Tiếng Albania         | 17     | 90      |
| 03     | Cộng hòa Séc  | Lake Malawi               | "Friend of a Friend" | Tiếng Anh             | 11     | 157     |
| 04     | Đức           | S!sters                   | "Sister"             | Tiếng Anh             | 25     | 24      |
| 05     | Nga           | Sergey Lazarev            | "Scream"             | Tiếng Anh             | 3      | 370     |
| 06     | Đan Mạch      | Leonora                   | "Love Is Forever"    | Tiếng Anh, Tiếng Pháp | 12     | 120     |
| 07     | San Marino    | Serhat                    | "Say Na Na Na"       | Tiếng Anh             | 19     | 77      |
| 08     | Bắc Macedonia | Tamara Todevska           | "Proud"              | Tiếng Anh             | 7      | 305     |
| 09     | Thụy Điển     | John Lundvik              | "Too Late for Love"  | Tiếng Anh             | 5      | 334     |
| 10     | Slovenia      | Zala Kralj & Gašper Šantl | "Sebi"               | Tiếng Slovene         | 15     | 105     |
| 11     | Síp           | Tamta                     | "Replay"             | Tiếng Anh             | 13     | 109     |
| 12     | Hà Lan        | Duncan Laurence           | "Arcade"             | Tiếng Anh             | 1      | 498     |
| 13     | Hy Lạp        | Katerine Duska            | "Better Love"        | Tiếng Anh             | 21     | 74      |
| 14     | Israel        | Kobi Marimi               | "Home"               | Tiếng Anh             | 23     | 35      |
| 15     | Na Uy         | Keiino                    | "Spirit in the Sky"  | Tiếng Anh             | 6      | 331     |
| 16     | Anh Quốc      | Michael Rice              | "Bigger than Us"     | Tiếng Anh             | 26     | 11      |
| 17     | Iceland       | Hatari                    | "Hatrið mun sigra"   | Tiếng Iceland         | 10     | 232     |
| 18     | Estonia       | Victor Crone              | "Storm"              | Tiếng Anh             | 20     | 76      |
| 19     | Belarus       | Zena                      | "Like It"            | Tiếng Anh             | 24     | 31      |
| 20     | Azerbaijan    | Chingiz                   | "Truth"              | Tiếng Anh             | 8      | 302     |
| 21     | Pháp          | Bilal Hassani             | "Roi"                | Tiếng Pháp, Tiếng Anh | 16     | 105     |
| 22     | Ý             | Mahmood                   | "Soldi"              | Tiếng Ý               | 2      | 472     |
| 23     | Serbia        | Nevena Božović            | "Kruna"              | Tiếng Serbia          | 18     | 89      |
| 24     | Thụy Sĩ       | Luca Hänni                | "She Got Me"         | Tiếng Anh             | 4      | 364     |
| 25     | Úc            | Kate Miller-Heidke        | "Zero Gravity"       | Tiếng Anh             | 9      | 284     |
| 26     | Tây Ban Nha   | Miki                      | "La Venda"           | Tiếng Tây Ban Nha     | 22     | 54      |